# Raymond Ranjeva

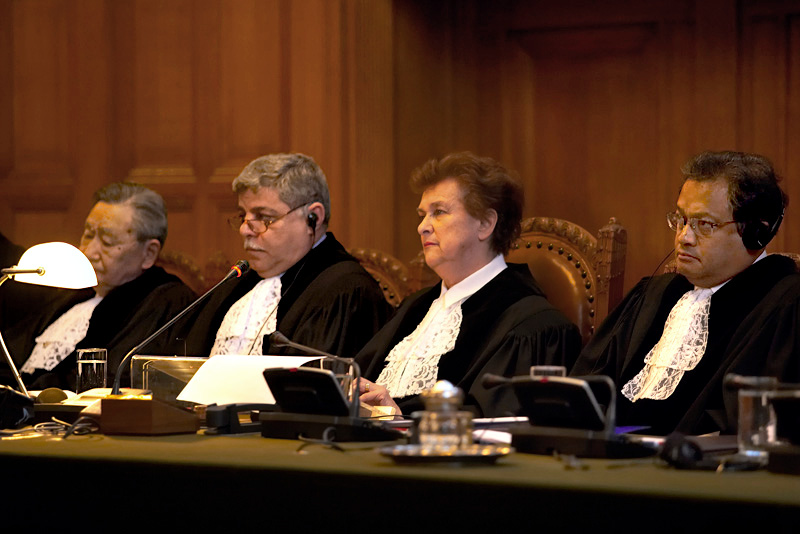
Raymond Ranjeva (rechts), 2006

Raymond Ranjeva (* 31. August 1942 in Antananarivo) ist ein Jurist aus Madagaskar und ehemaliger Vizepräsident des Internationalen Gerichtshofes.
Nach seinem Abschluss der Rechtswissenschaften 1965 an der Universität von Madagaskar in Antananarivo erwarb sich Ranjeva 1966 ein Diplom der Politikwissenschaft der Universität Paris, wo er 1972 auch in Rechtswissenschaften promovierte.
1981 wurde er als Professor an die Universität von Madagaskar berufen, wo er kurze Zeit später zum Dekan der Rechtsfakultät ernannt wurde. 1988 schließlich wurde er Rektor der Universität. In den Jahren 1987 und 1997 hielt er Lehrveranstaltungen an der Haager Akademie für Völkerrecht in Den Haag.
Am 6. Februar 1991 wurde Ranjeva als Richter an den Internationalen Gerichtshof gewählt und am 6. Februar 2000 bestätigt. Von 2003 bis 2006 fungierte er als Vizepräsident des Gerichts.